# Иконич, Бранислав
Бранислав Иконич (серб. Бранислав Иконић; 21 июня 1928, Горње Црниљево, Осечина, Королевство Югославия — 16 января 2002, Белград, Союзная Республика Югославия) — югославский сербский государственный деятель, председатель Народной Скупщины Социалистической Республики Сербии (1986—1988).

## Биография
Окончил факультет электротехники Белградского университета по специальности «инженер-электрик». Работал на радиотехническом заводе «Вискози» в Лознице, пройдя трудовой путь от инженера до генерального директора (1965). Избирался вице-президентом и президентом Торгово-промышленной палаты Суоциалической Республики Сербии.
Являлся член Президиума Конференции Социалистического союза трудового народа Югославии, вице-президентом Торгово-промышленных палаты СФРЮ, избирался депутатом Скупщины Социалистической Республики Сербии и СФРЮ.
В 1982—1986 годах — председатель Исполнительного вече, в 1986—1988 годах — председатель Народной Скупщины Республики Сербии.
Завершил активную политическую деятельность после восьмого пленума ЦК Союза коммунистов Сербии, поскольку не принадлежал к окружению Слободана Милошевича.